# Wringinpitu (Mojowarno)
Wringinpitu is een bestuurslaag in het regentschap Jombang van de provincie Oost-Java, Indonesië. Wringinpitu telt 4586 inwoners (volkstelling 2010).